# Tierra Colorada, Santa María Zaniza
Tierra Colorada är en ort i Mexiko.   Den ligger i kommunen Santa María Zaniza och delstaten Oaxaca, i den sydöstra delen av landet, 400 km sydost om huvudstaden Mexico City. Tierra Colorada ligger 1 386 meter över havet och antalet invånare är 235.
Terrängen runt Tierra Colorada är kuperad västerut, men österut är den bergig. Runt Tierra Colorada är det ganska glesbefolkat, med 34 invånare per kvadratkilometer. Närmaste större samhälle är Llano Nuevo, 18,9 km väster om Tierra Colorada. I omgivningarna runt Tierra Colorada växer huvudsakligen savannskog.